# Ковальчук Володимир Юліанович
Володимир Юліанович (Юльянович) Ковальчук (нар. 22 жовтня 1962, смт Дубляни Самбірського району Львівської області) — український науковець, завідувач кафедри фундаментальних дисциплін початкової освіти Дрогобицького державного педагогічного університету імені Івана Франка. Доктор педагогічних наук (2006), професор (2007).

## Біографія
У 1985 році закінчив Дрогобицький державний педагогічний інститут імені Івана Франка.
З 1985 року — викладач, доцент кафедри математики та методики викладання математики початкового навчання Дрогобицького державного педагогічного університету імені Івана Франка.
Навчався в аспірантурі при Київському державному університеті імені Шевченка та 1994 року захистив кандидатську дисертацію «Вибір методів педагогічного стимулювання учіння студентів в умовах модульної організації навчання» (на матеріалі викладання природничих дисциплін у педагогічних вузах).
З 1998 по 2022 рік — завідувач кафедри математики та методики викладання математики початкового навчання (кафедри математики, інформатики та методики їх викладання у початковій школі) Дрогобицького державного педагогічного університету імені Івана Франка.
2006 року захистив докторську дисертацію «Модернізація професійної та світоглядно-методологічної підготовки сучасного вчителя» у Національному педагогічному університеті імені Драгоманова.
З вересня 2022 року — завідувач кафедри фундаментальних дисциплін початкової освіти факультету початкової освіти та мистецтва Дрогобицького державного педагогічного університету імені Івана Франка.
Досліджує проблеми професійної компетентності майбутніх учителів початкових класів у процесі вивчення математичних дисциплін.

## Основні наукові праці
- Професійна та світоглядно-методологічна підготовка сучасного вчителя: модернізаційний аналіз. К.; Дрогобич, 2004.
- Особистість вчителя: формування та розвиток в умовах глобалізації та інформаційної революції. К., 2008 (співавт.).
- Ідея вчителя // Ціннісний дискурс в освіті в епоху глобалізації та інформації революції — К.: Національний педагогічний університет імені М. П. Драгоманова, 2009.
- Формування в учнів початкових класів уявлень про частини і дроби: На допомогу вчителям початкових класів: Навч. посіб. Дрогобич, 2010 (співавт.).
- Теоретико-методологічні засади модернізації освіти // Духовне життя українського суспільства: теоретико-методологічні та онтологічні проблеми розвитку: Колективна монографія в трьох книгах. Книга третя. Київ-Дрогобич: Інформаційно-редакційний відділ ДДПУ імені Івана Франка, 2009.
- Педагогічний дискурс як засіб інтенсифікації навчально-виховного процесу в сучасній вищій школі. Дрогобич, 2015 (співавт.).